# Щокін Сергій Григорович
Сергі́й Григо́рович Що́кін — старшина міліції, учасник російсько-української війни.

## Короткий життєпис
Народився в Луганську. По закінченні загальноосвітньої школи проходив строкову службу в Збройних силах України. По тому розпочав службу в органах внутрішніх справ.
Помічник чергового чергової частини Управління оперативної служби ГУ МВС України в Луганській області.
Загинув вночі з 9 на 10 червня 2014 року в Луганську. Озброєні автоматичною зброєю терористи, в камуфляжному одязі, напали на співробітників міліції. В результаті збройного нападу один міліціонер був убитий, ще один важко поранений, та двох взято у заручники.
Без Сергія лишились дружина та син.
Похований в Луганську.

## Нагороди та вшанування
20 червня 2014 року — за особисту мужність і героїзм, виявлені у захисті державного суверенітету та територіальної цілісності України, вірність військовій присязі, відзначений — нагороджений орденом «За мужність» III ступеня (посмертно).
Ім'я старшини міліції Щокіна С. Г. вписане у Меморіалі загиблим працівникам Міністерства внутрішніх справ України.